# Rita Rato
Rita Rato Araújo Fonseca (ur. 5 stycznia 1983) – portugalska polityk, od 2009 posłanka do Zgromadzenia Republiki. 

## Życiorys
Pochodzi z Estremoz. Ukończyła studia licencjackie z dziedziny nauk politycznych i stosunków międzynarodowych w Uniwersytecie Nowym w Lizbonie. W 2001 przystąpiła do Młodzieży Komunistycznej (Juventude Comunista Portuguesa, JCP), zaś w 2004 podjęła działalność w Portugalskiej Partii Komunistycznej (PCP). Zasiadała w radzie miejskiej Estremoz. W wyborach w 2009 uzyskała mandat posłanki do Zgromadzenia Republiki z okręgu Lizbona, zaś w wyborach w 2011 reelekcję w tym samym okręgu. 
Żyje w związku partnerskim, ma dziecko.